# 취리히
취리히(독일어: Zürich 독일어 발음 (도움말·정보), 프랑스어: Zurich 쥐리크[*], 이탈리아어: Zurigo 추리고[*], 로만슈어: Turitg 투리치, 영어: Zurich, 문화어: 쮸리히)는 스위스에서 가장 큰 도시이자 취리히주의 주도이며, 스위스의 중간 지역에 취리히호의 북쪽 끝에 위치해 있다. 2020년 1월 기준으로 지방 자치 단체의 인구는 434,335명, 도시 지역(집적)은 131만 5000명(2009), 취리히 대도시 지역은 183만 명(2011년)이다. 취리히는 철도, 도로 및 항공 교통의 중심지이다. 취리히 공항과 취리히 중앙역은 모두 이 나라에서 가장 크고 가장 분주하다.
2,000년 이상 동안 영구적으로 정착한 취리히는 기원전 15년에 투리쿰이라고 불리는 로마인에 의해 건설되었다. 그러나 초기 정착지는 6,400년 이상으로 거슬러 올라가는 것으로 밝혀졌다. (이것은 해당 지역에 인간이 존재했음을 나타내는 것일 뿐 그렇게 이른 도시의 존재는 아님) 중세 시대에 취리히는 제국의 즉각적이고, 독립적이고, 특권적인 지위를 얻었고, 1519년에는 훌드리히 츠빙글리의 지도 아래 유럽에서 개신교 종교 개혁의 주요 중심지가 되었다.
취리히의 공식 언어는 독일어이지만, 주요 언어는 알레만계 스위스 독일어 방언의 현지 변종인 취리히 독일어이다.
도시에는 스위스 국립박물관과 쿤스트하우스를 비롯한 많은 박물관과 미술관이 있다. 샤우슈필하우스 취리히는 독일어권 세계에서 가장 중요한 극장 중 하나로 간주된다.
취리히는 인구가 비교적 적음에도 불구하고 세계에서 가장 큰 금융 중심지 중 하나이다. 이 도시에는 많은 금융 기관과 은행 회사가 있다.

## 역사

### 초기사
신석기 시대와 청동기 시대의 정착지는 취리히 호수 주변에서 발견되었다. 취리히 호수와 리마트강으로 구성된 남동-북서 수로를 지배 하는 빙퇴석 언덕인 린덴호프 근처에서 로마 시대 이전의 켈트족, 라텐 문화의 정착촌의 흔적이 발견되었다. 로마 시대, 기원전 15년 고산 지역을 정복하는 동안 로마인들은 린덴호프에 성곽을 지었다. 나중에 여기에 투리쿰(분명한 켈트족의 지명.)이 세워졌다. 이곳은 벨기카(서기 90년 게르마니아 수페리오르에서 유래)와 라이티아 국경의 일부를 이루는 리마트강에서 밀매되는 물품의 세금 징수 지점이었다. 이 세관 지점은 나중에 비쿠스로 발전했다. 서기 318년 콘스탄티누스 황제의 개혁 이후 갈리아와 이탈리아(로마제국의 근위 4개 현 중 2개)의 국경은 발렌 호수 사이의 린트강을 건너 투리쿰 동쪽에 위치했다. 그곳에서 요새와 수비대가 투리쿰의 안전을 감시했다. 도시에 대한 가장 오래된 기록은 2세기부터 시작되며, 묘비에는 린덴호프에서 발견된 “갈리아의 2.5% 가치세를 징수하기 위한 취리히 요새”(Statio Turicensis Quadragesima Galliarum)에 대해 언급하고 있다.
5세기에 게르만계 알레만니족이 스위스고원에 정착했다. 로마 성은 7세기까지 남아 있었다. 샤를마뉴 대제의 손자인 루이가 로마 성 자리에 지은 카롤루스성은 835년에 언급되었다. 루이는 또한 853년에 그의 딸 힐데가르드(Hildegard)를 위해 프라우뮌스터 수도원을 설립했다. 그는 베네딕토회 수녀원에 취리히, 우리, 알비스 숲의 땅을 부여하고 수녀원에 면제를 부여하여 자신의 직접적인 권한 아래에 두었다. 1045년 헨리 3세 때 수녀원은 시장을 열고, 통행료를 징수하고, 동전을 발행할 수 있는 권한을 부여하여 효과적으로 수도원장을 도시의 통치자로 만들었다.
취리히는 1218년에 체링거 가문의 주요 가문이 소멸되면서, 제국의 즉시권(Reichsunmittelbar, 제국의 자유 도시가 됨)을 얻었고 국가에 필적하는 지위를 얻었다. 1230년대에는 렌베크(Rennweg)에서 가장 초기의 석조 주택도 건설되었을 때 38ha에 달하는 성벽이 건설되었다. 카롤루스 왕조 성은 황폐해지기 시작하면서 채석장으로 사용되었다.
황제 프리드리히 2세는 1234년에 프라우뮌스터의 수녀를 공작 부인의 계급으로 승진시켰다. 수녀는 시장을 지명했고, 그녀는 종종 도시 시민들에게 동전 주조를 위임했다. 수녀원의 정치적 권력은 1336년 루돌프 브룬(Rudolf Brun)이 설립한 길드법(Zunftordnung)을 시작으로 14세기에 서서히 약해졌다.
14세기 초의 중요한 사건은 중세 독일 시의 핵심 출처인 마네세 코덱스(Manesse Codex)의 완성이었다. 유명한 조명 원고 - “수세기 동안 가장 아름답게 조명된 독일 원고”로 묘사됨; – 취리히의 마네세(Manesse) 가문이 의뢰하여, 1304년에서 1340년 사이 어느 시기에 도시에서 복제와 삽화를 그렸다. 그러한 작품을 제작하는 것은 고도로 숙련된 서기관들이 수년 동안 작업해야 하는 매우 비싼 명성 프로젝트였다. 이 기간 동안 취리히 시민들의 부와 자부심이 증가했음을 분명히 증언한다. 작품에는 수스킨드 폰 트림베르크의 6곡이 포함되어 있다. 유대인이었을 수도 있는 작품 자체가 중세 유대인의 삶에 대한 성찰을 담고 있기 때문에 그에 대해 알려진 바는 거의 없다.
취리히에서 유태인이 처음 언급된 것은 1273년이었다. 자료에 따르면 13세기에 취리히에 유대교 회당이 있었다는 것을 보여준다. 이는 유태인 공동체의 존재를 암시한다. 1349년 흑사병이 발생하자 취리히는 대부분의 다른 스위스 도시와 마찬가지로 현지 유대인을 박해하고, 불태움으로써 대응하여 최초의 유대인 공동체의 종말을 알렸다. 14세기 말에 형성된 두 번째 유태인 공동체인 취리히는 수명이 짧았고, 1423년부터 19세기까지 유태인들은 도시에서 추방과 금지되었다.

### 고고학적 발견
기원전 200년경에 사망한 한 여성이 2017년 3월 아우저질의 케른 학교 단지에서 건설 프로젝트 중에 새겨진 나무줄기에 묻힌 채로 발견되었다. 고고학자들은 그녀가 죽었을 때 대략 40세였으며, 살아 있을 때 육체노동을 거의 하지 않았다고 밝혔다. 양가죽 코트, 벨트 체인, 화려한 울 드레스, 스카프와 유리와 호박색 구슬로 만든 펜던트도 여성과 함께 발견되었다.

### 구스위스 연방

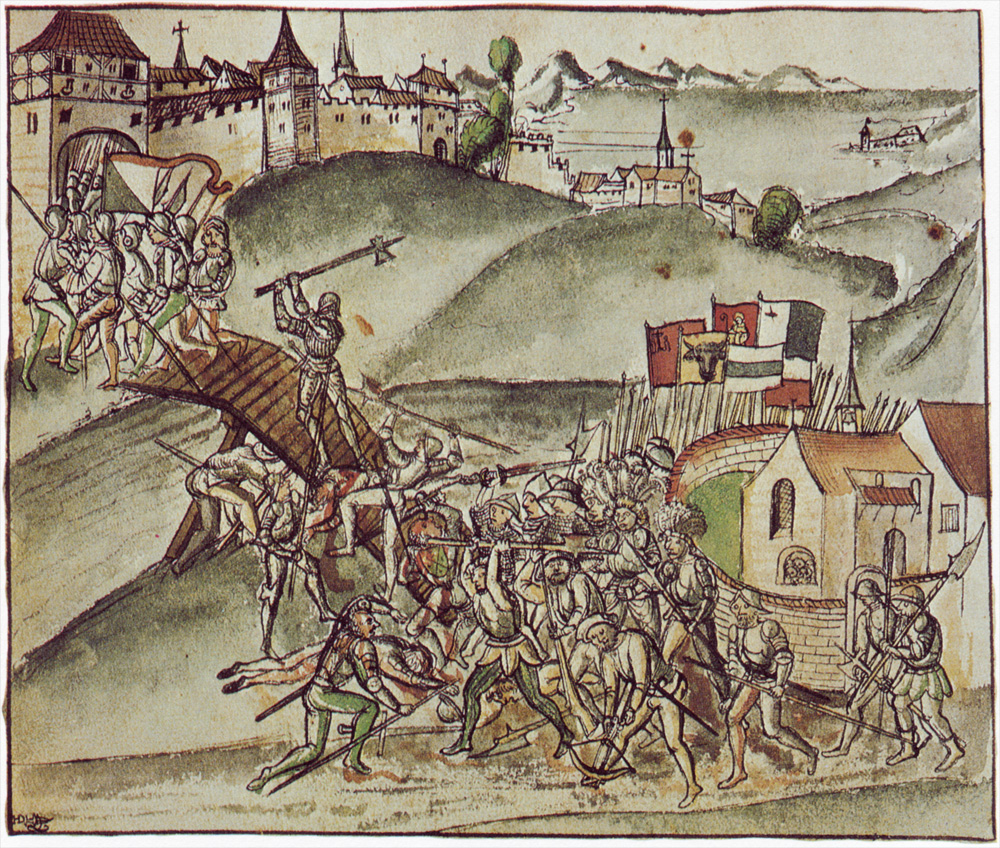
1443년 구 취리히 전쟁을 묘사한 장면 (1514년, 베르너 쇼돌러의 연방 연대기 삽화)

1351년 5월 1일 취리히 시민들은 스위스 연방의 다른 구성원인 루체른, 슈비츠, 우리 및 운터발덴주의 대표들 앞에서 충성을 맹세해야 했다. 따라서 취리히는 그 당시 사실상 독립 국가들의 느슨한 연합이었던 연합의 다섯 번째 구성원이 되었다. 취리히는 1468년부터 1519년까지 의회를 관장하는 주였다. 이 권한은 중세부터 1848년 스위스 연방 국가가 수립될 때까지 연방의 집행 위원회이자 입법 기관이었다. 취리히는 1440년 토겐부르크 영토를 두고 다른 회원국과의 전쟁(구 취리히 전쟁)으로 인해 연방에서 일시적으로 추방되었다. 1446년에 평화에 합의했을 때 어느 쪽도 큰 승리를 거두지 못했고 1450년에 취리히가 연방에 재가입되었다.
츠빙글리는 1520년대 그로스뮌스터에서 주요 설교자였을 때, 스위스 종교개혁을 시작했다. 그는 1484년부터 1531년 사망할 때까지 그곳에서 살았다. 츠빙글리의 성서에 기초한 취리히 성서는 1531년에 발행되었다. 종교 개혁으로 인해 취리히의 국가 문제와 시민 생활이 크게 바뀌었고 다른 여러 주에도 퍼졌다. 몇몇 칸톤은 가톨릭으로 남아 있었고 결국 카펠 전쟁의 발발로 이어진 심각한 갈등의 기초가 되었다.
16세기와 17세기 동안 취리히 공의회는 고립주의적 태도를 취했고, 1624년에 두 번째로 인상적인 요새를 건설했다. 유럽 전역에서 격렬한 30년 전쟁이 일어나 이 성벽을 건설하게 되었다. 요새화에는 많은 자원이 필요했으며, 이는 합의에 도달하지 못한 채 대상 영토에서 가져왔다. 다음 반란은 잔인하게 진압되었다. 1648년 취리히는 스스로를 공화국으로 선포하고 자유 제국 도시의 이전 지위를 벗어났다. 이 시기에 취리히의 정치 체제는 과두정이었다. 도시의 지배적인 가문은 다음과 같다: 본슈테텐, 브룬, 뷔르클리, 에셔 폼 글라스, 에셔 폼 루히스, 히르첼, 요리(또는 폰 요리), 킬히스퍼거, 란덴베르크, 마네세, 마이스, 메이어 폰 크노나우, 뮐너, 오렐리.
1798년의 헬베티아 공화국 혁명은 앙시앵 레짐의 몰락을 보았다. 취리히는 토지와 경제적 특권에 대한 통제권을 상실했고, 1803년과 1805년 사이에 도시와 주는 소유물을 분리했다. 1839년에 취리히는 9월 6일의 취리푸치에 따라 도시 신민의 요구에 굴복해야 했다. 17세기에 건설된 성벽 대부분은 도시의 패권에 대한 농촌의 우려를 완화하기 위해 포위된 적도 없이 허물어졌다. 오스트리아, 프랑스, 사르데냐 사이에 취리히 조약이 1859년에 체결되었다.

### 현대사

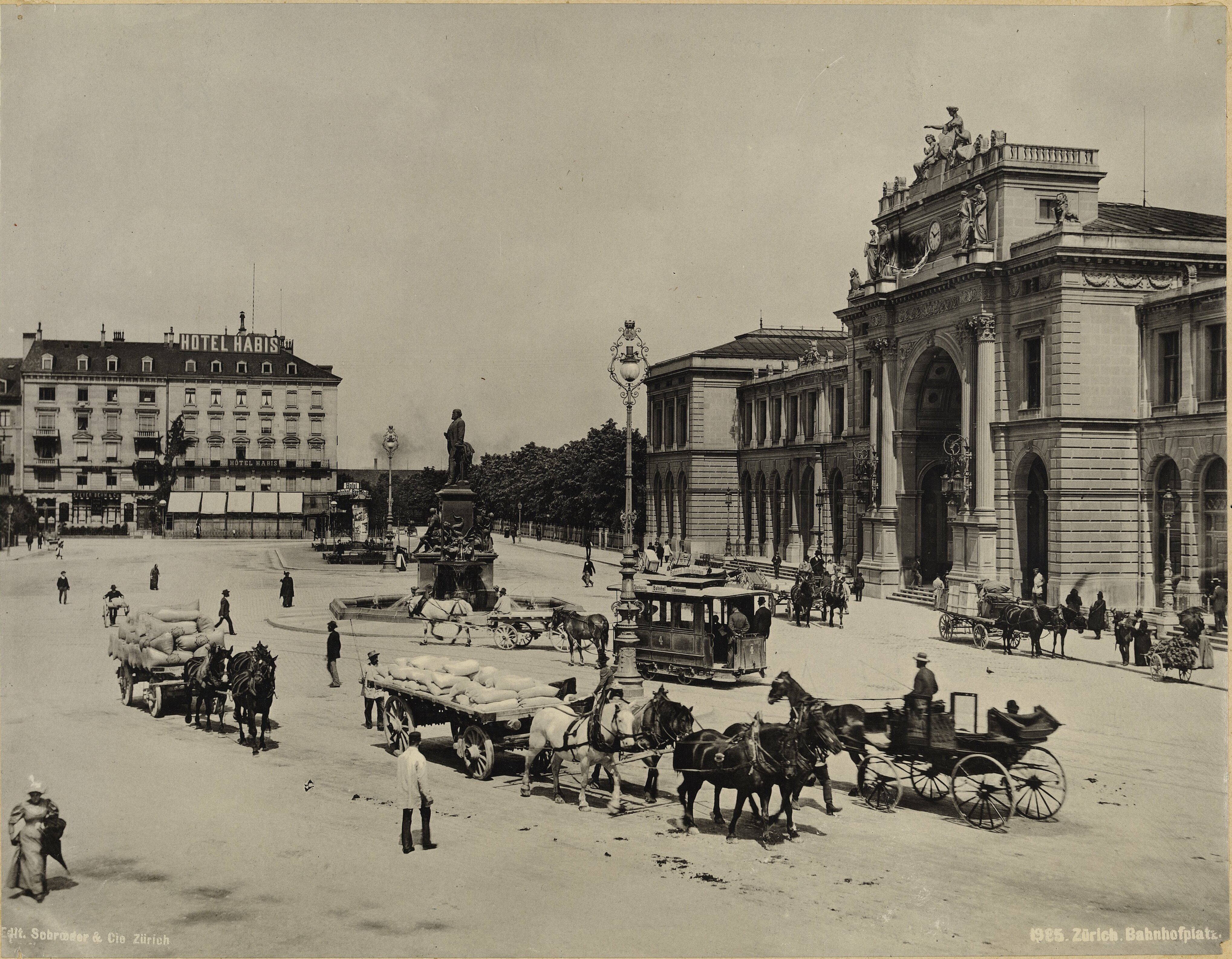
1900년 반호프플라츠

취리히는 1839~40년 동안 연방 수도였으며, 결과적으로 1839년 그곳에서 보수당의 승리는 스위스 전역에 큰 파장을 일으켰다. 그러나 1845년 급진파가 다시 1845~46년 동안 연방 수도였던 취리히에서 권력을 되찾았을 때 취리히는 존더분트주에 반대하는 데 앞장섰다. 존더분트 전쟁과 스위스 연방 국가의 형성 이후, 취리히는 1848년과 1874년의 연방 헌법에 찬성 투표를 했다. “마을에서는 주민의 지위(burghership)의 특권을 소유하지 않았다, 결과적으로 시정부에서 몫이 없었다. 우선 1860년에 지금까지 높은 비용을 지불해야만 ‘이주민’에게 개방되었던 마을 학교가 모두가 접근할 수 있게 되었고, 다음으로 1875년에는 사실상 10년 동안 거주할 수 있게 되었고, 1893년에는 11개의 외곽 지역이 적절한 타운 내에 통합된다.
1862년 유대인들이 평등하게 취리히에 정착하기 시작했을 때, 이스라엘 문화 공동체 취리히가 설립되었다.
19세기에 광범위한 개발이 이루어졌다. 1847년부터 스위스의 최초 철도인 스패니시 브뢰틀리 철도는 취리히와 바덴을 연결하여 취리히 중앙역을 스위스 철도 네트워크의 기원으로 만들었다. 중앙역의 현재 건물은 1871년에 지어졌다. 취리히의 역전 거리는 1867년에 계획되었으며, 취리히 증권거래소는 1877년에 설립되었다. 산업화는 도시로의 이주와 특히 취리히 교외에서 급속한 인구 증가로 이어졌다.
새로운 호숫가 건설로 취리히가 리마트강과 질강의 작은 중세 도시에서 취리히 호수 호반의 매력적인 현대 도시로 변모함에 따라 콰이안라겐은 현대 도시 취리히의 발전에 중요한 이정표가 되었다. 도시 엔지니어 아놀드 뷔르클리(Arnold Bürkli)의 말이다.
1893년에 12개의 외곽 지역이 취리히에 편입되었으며, 여기에는 질강 왼쪽 강변에 있는 노동자 구역인 아우세르실이 포함되었으며, 취리히 호수에서 추가적인 토지가 개간되었다.
1934년에 취리히의 북쪽과 서쪽에 8개의 추가 지구가 통합되었다.
제2차 세계 대전 중 취리히는 실수로 폭격을 당했다. 박해 받는 유대인들이 스위스로 피난처를 찾았을 때, SIG(스위스 이스라엘 공동체)는 재정적 자원을 모았다. 1933년에 설립된 난민 지원 중앙 위원회는 취리히에 있었다.
취리히주는 2005년까지 유대 종교 공동체를 법적 실체(따라서 국가 교회와 동등)로 인정하지 않았다.

## 지리

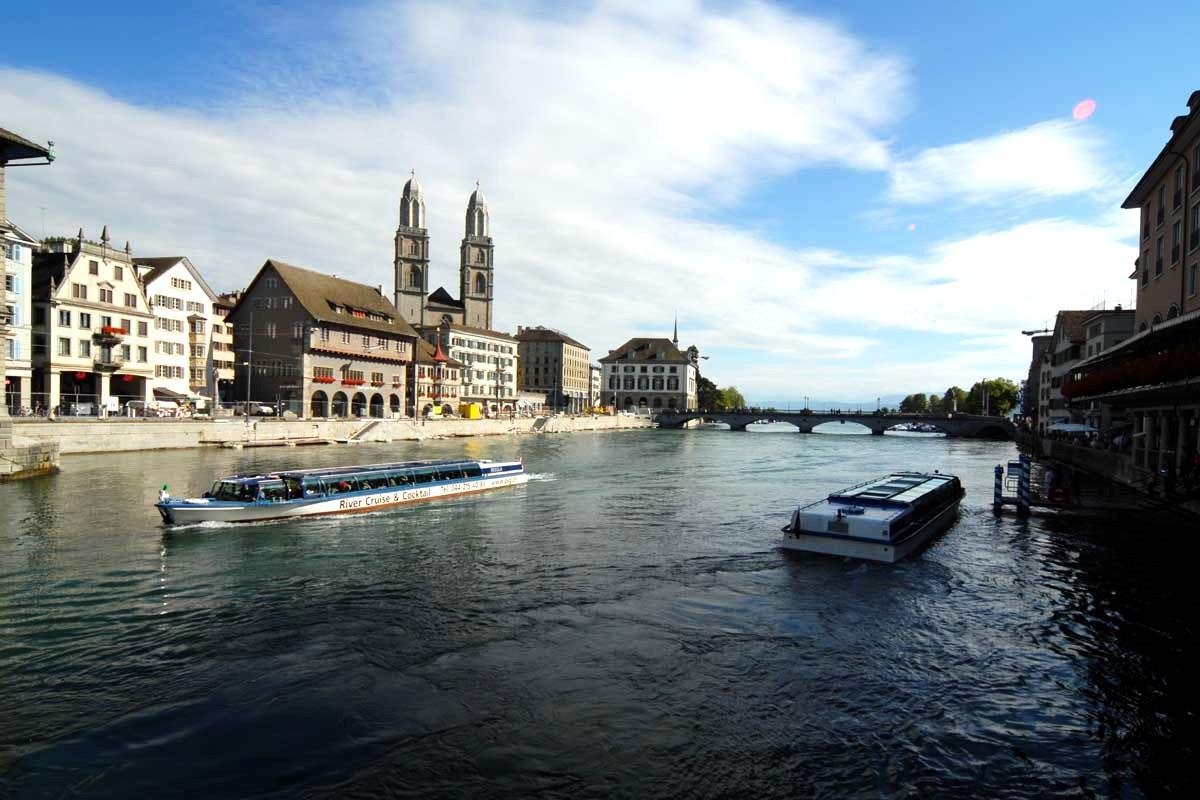
취리히의 리마트강

취리히는 알프스에서 북쪽으로 약 30km 떨어진 취리히 호수의 아래쪽(북쪽) 끝에서 해발 408m에 위치하며, 서쪽과 동쪽의 숲이 우거진 언덕 사이에 자리 잡고 있다. 구시가 지는 호수에서 흘러나온 리마트강의 양쪽으로 뻗어 있으며, 처음에는 북쪽으로 흐르다가 점차 서쪽으로 굽이굽이 변한다. 도시의 지리적(역사적) 중심은 린덴호프이다. 린덴호프는 취리히 호수에서 북쪽으로 약 700m 떨어진 리마트강의 서안에 있는 작은 자연 언덕이다. 오늘날 통합된 도시는 언덕의 자연 경계 너머로 뻗어 있으며, 글라트 계곡(글라탈)의 북동쪽과 리마트 계곡(리마탈)의 북쪽의 일부 지역을 포함한다. 오래된 도시의 경계는 샨첸그라벤 운하로 쉽게 알아볼 수 있다. 이 인공 수로는 17세기와 18세기에 세 번째 요새 건설에 사용되었다.

### 지형

취리히 및 주변 지역의 지형도

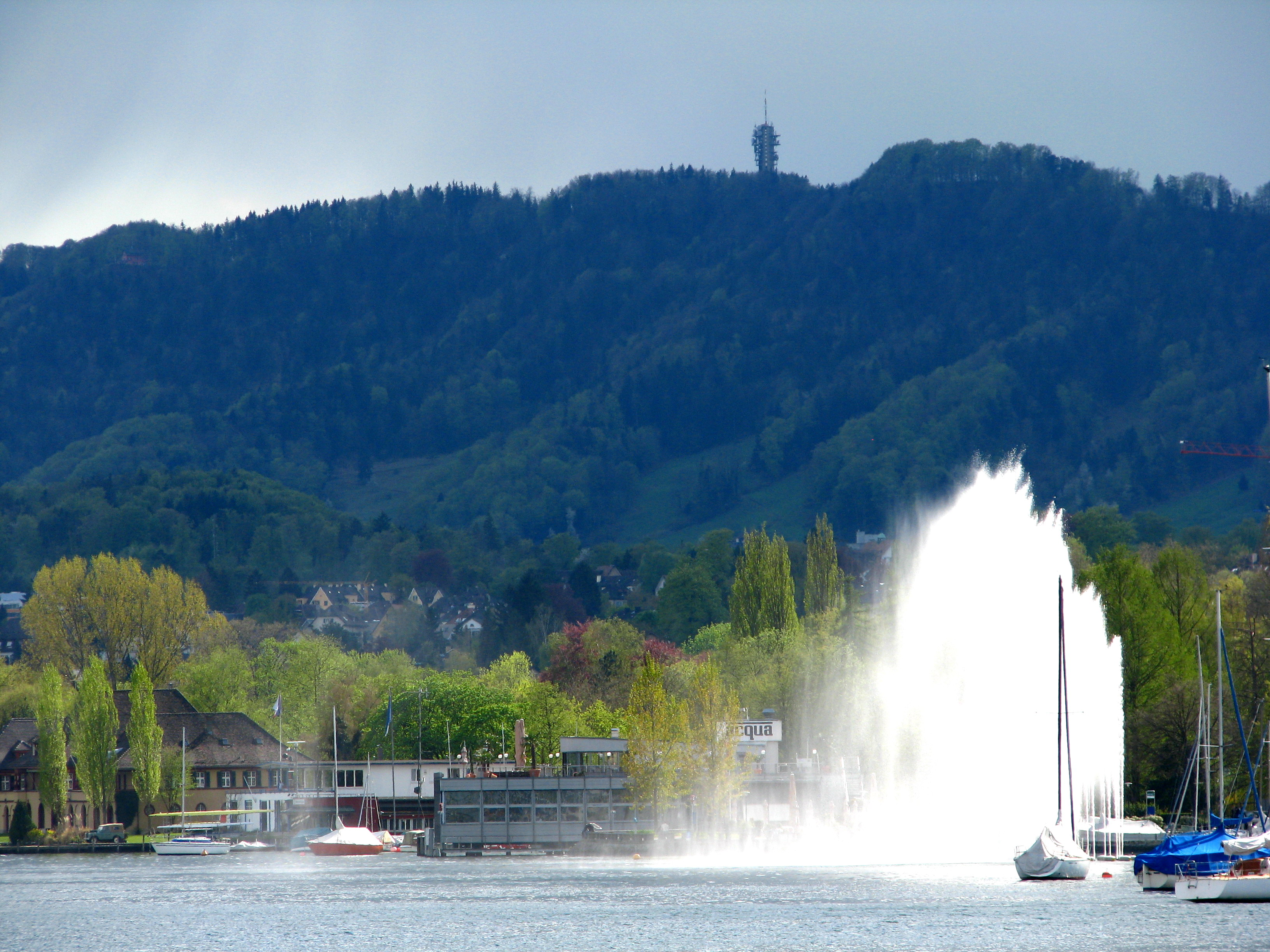
취리히호에서 본 펠젠엑

바이트베르크에서 본 취리히

취리히시의 면적은 91.88k㎡이며, 그중 4.1k㎡는 취리히 호수로 구성되어 있다. 이 지역은 북부 스위스고원의 일부를 포함한다. 리마트강 강둑은 도시에서 가장 밀도가 높은 부분을 구성한다. 강은 남동-북서 방향을 향하고 있으며 평평한 계곡 바닥의 너비는 2-2-3km이다. 부분적으로 수로가 있고 곧게 펴진 리마트강은 계곡의 중앙 부분에서 흐르지 않고, 항상 오른쪽(북동쪽)을 따라 흐른다. 질강은 스위스 국립박물관과 접해 있는 플라츠슈피츠 끝에서 리마트강을 만난다. 리마트강은 해발 392m의 오버엥슈드링엔(Oberengstringen)에서 지자체에서 가장 낮은 지점에 도달한다.
서쪽에서 리마트강 계곡은 서쪽 경계를 따라 이어지는 알비스 산맥의 숲이 우거진 높이와 인접해 있다. 위틀리베르크는 해발 869m로 주변 지역에서 가장 높은 고도이다. 위틀리베르크반으로 정상까지 쉽게 도달하실 수 있다. 정상에 있는 전망대의 플랫폼에서는 도시와 호수, 알프스의 인상적인 파노라마를 볼 수 있다.
리마트 계곡의 북동쪽에는 리마트강과 글라트 사이의 분수령을 표시하는 다양한 언덕이 있다. 북서쪽에서 남동쪽으로 갈수록 대부분의 숲이 우거진 놀의 높이는 일반적으로 증가한다. 구브리스트(615m), 횡거베르크(541m), 케퍼베르크(571m), 취리히베르크(676m), 아들리스베르크(701m) 및 외시브리크(696m). 케퍼베르크와 취리히베르크 사이에는 리마트강 계곡에서 글라트 계곡으로 이어지는 중요한 통로인 밀히부크(약 470m)의 능선이 있다.
지자체의 최북단 부분은 글라트 계곡의 평야와 글라탈과 푸르탈(Furttal)을 연결하는 능선으로 확장된다. 또한 카트첸바흐에 의해 글라트로 배수되는 카트첸제(자연보호 구역)와 뷔지제는 모두 도시에 속한다.

## 인구통계

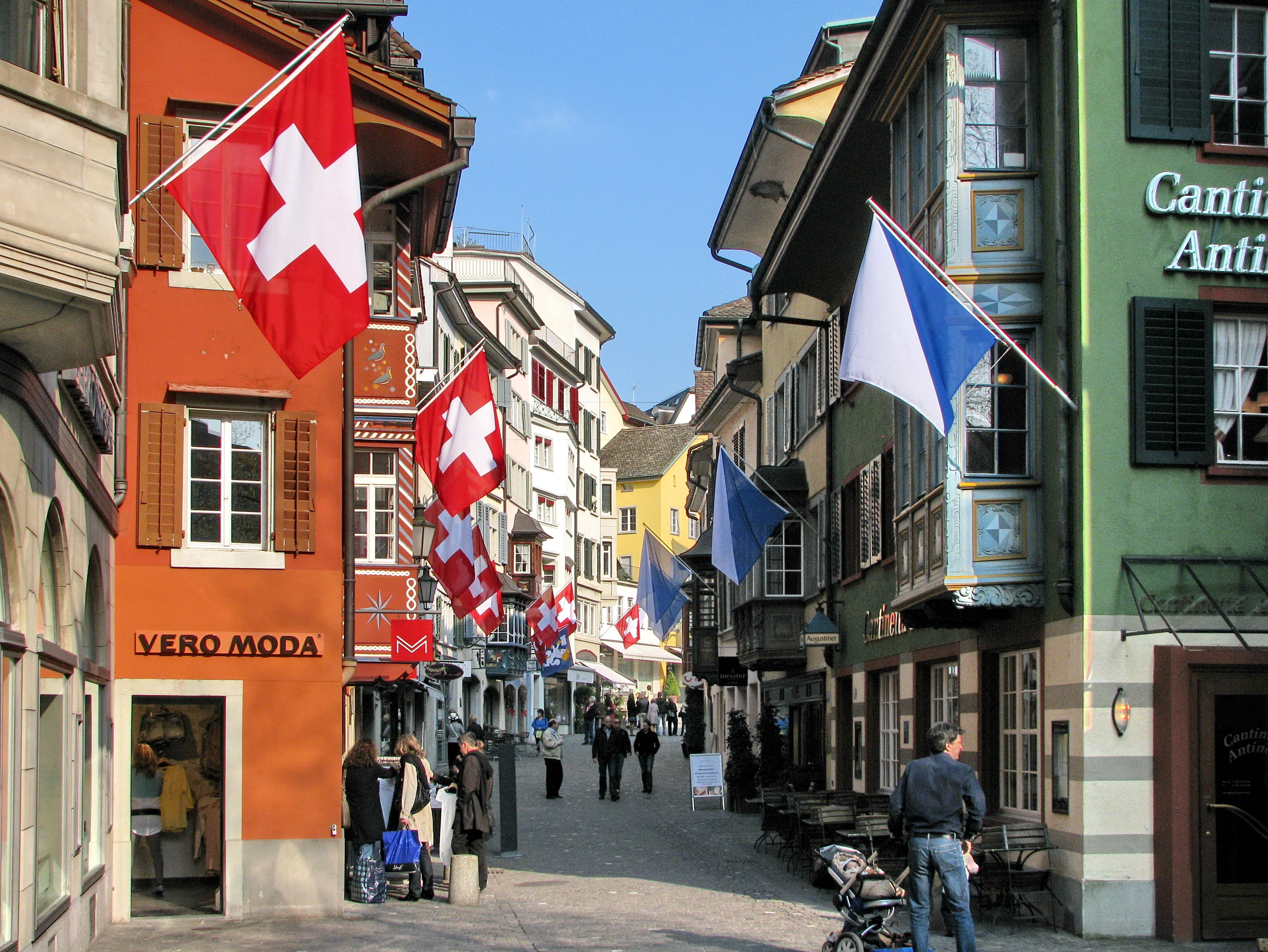
구시가지의 아우구스티너가세

### 인구
취리히에는 421,878명이 살고 있으며(2020년 12월 31일 기준)  스위스에서 가장 큰 도시이다. 등록된 주민(2016년 기준) 중 32%(133,473명)가 스위스 시민권을 갖고 있지 않다. 이 중 독일인이 8%(33,548명)로 가장 많고 이탈리아인이 3.5%(14,543명)로 뒤를 이었다. 2011년 기준으로, 교외를 포함한 도시의 인구는 총 117만 명이다. 수도권 전체(빈터투어, 바덴, 브루크, 샤프하우젠, 프라우엔펠트, 우스터 / 베치콘 등), 라퍼스빌-요나 및 추크)의 인구는 약 182만 명이었다.

### 언어
정부 기관, 인쇄물, 뉴스, 학교 및 대학, 법원, 극장 및 모든 종류의 서면 형식에서 사용되는 공식 공식 언어는 스위스 표준 독일어이며, 구어는 여러 언어 중 하나인 취리히 독일어(Züritüütsch)이다. 중세 알레만어 독일어 방언 그룹에 뿌리를 둔 스위스의 스위스 독일어 방언은 다소 구별이 가능하지만, 상호 이해할 수 있다. 그러나 취리히의 국가적 중요성과 그에 따른 기존의 높은 변동성 때문에 주민들과 통근자들은 모든 종류의 스위스 독일어 방언을 구사한다. 2010년 12월 인구 조사에 따르면 인구의 69.3%가 집에서 모국어로 스위스 독일어 / 스위스 표준 독일어를 사용한다. 거주자의 약 22.7%는 가족 환경(‘집에서’)에서 표준 독일어를 사용한다. 2000년의 마지막 인구 조사에 따르면 급격히 증가하여 현재 8.8%가 영어를 사용한다. 이탈리아인이 7.1%로 그 뒤를 이었고, 프랑스인이 4.5%로 뒤를 이었다. 여기에서 사용되는 다른 언어로는 크로아티아어 및 세르비아어(4.1%), 스페인어(3.9%), 포르투갈어(3.1%) 및 알바니아어(2.3%)가 있다. (복수 선택 가능) 따라서 인구의 20%가 집에서 2개 이상의 언어를 사용한다.

### 종교
| 취리히의 종교- 2010 | 취리히의 종교- 2010 | 취리히의 종교- 2010 | 취리히의 종교- 2010 | 취리히의 종교- 2010 |
| ------------------- | ------------------- | ------------------- | ------------------- | ------------------- |
| 종교                | 국적                |                     |                     | 총인구.             |
| 로마 가톨릭         | Swiss               |                     | 28%                 | 30%                 |
| 로마 가톨릭         | 기타                |                     | 35%                 | 30%                 |
| 무소속              | Swiss               |                     | 25%                 | 27%                 |
| 무소속              | 기타                |                     | 31%                 | 27%                 |
| 스위스 개혁         | Swiss               |                     | 33%                 | 26%                 |
| 스위스 개혁         | 기타                |                     | 9%                  | 26%                 |
| 다른 기독교파       | Swiss               |                     | 6%                  | 7%                  |
| 다른 기독교파       | 기타                |                     | 9%                  | 7%                  |
| 이슬람              | Swiss               |                     | 3%                  | 5%                  |
| 이슬람              | 기타                |                     | 9%                  | 5%                  |
| 기타 종교           | Swiss               |                     | 2%                  | 2%                  |
| 기타 종교           | 기타                |                     | 4%                  | 2%                  |
| 무응답              | Swiss               |                     | 2%                  | 2%                  |
| 무응답              | 기타                |                     | 2%                  | 2%                  |
| 유대교              | Swiss               |                     | 1%                  | 1%                  |
| 유대교              | 기타                |                     | 1%                  | 1%                  |

개신교 종교 개혁이 취리히에 도달 하기 전에는 법적으로 그리고 사실상 로마 카톨릭이었다.
훌드리히 츠빙글리가 이끄는 개신교 종교 개혁은 취리히를 스위스에서 개신교의 신학적 중심지이자 거점으로 만들었다. 비슷한 지위를 가진 또 다른 스위스 도시는 바젤 뿐만 아니라 존 칼뱅과 그의 개신교 개혁자들이 활동했던 소위 개신교 로마라고 불리는 제네바였다. 취리히는 하인리히 불링거와 같은 영향력 있는 다른 개신교 개혁자들을 끌어들였다. 츠빙글리는 성경(취리히 성경)을 지역 독일어로 번역했다. 그리고 치안 판사, 공주 카타리나 폰 짐머른, 취리히주의 대부분의 농민들의 지지를 얻어 종교 개혁을 도입했다. 주에서는 츠빙글리가 대표하는 개혁주의 전통을 만장일치로 채택했다. 가톨릭과 개신교 사이의 종교 전쟁은 구스위스 연방을 괴롭혔다. 츠빙글리는 카펠 전투에서 취리히주를 방어함으로써 정치적, 종교적 이유로 사망했다. 불링거는 도시의 영적 지도자로서의 역할을 이어받았다.
1970년에는 인구의 약 53%가 스위스 개혁 교회 교도였으며, 거의 40%가 로마 가톨릭 교도였다. 그 이후로 스위스의 큰 교회인 로마 가톨릭 교회와 스위스 개혁 교회는 지속적으로 교인수가 감소해 왔지만, 가톨릭 교회의 경우 20년 후인 1990년경에 감소가 시작되었다. 그럼에도 불구하고 지난 20년 동안 두 교회 모두 교인이 감소했다. 현재 수치(2010년 인구 조사)로 10% 감소했다. 로마 가톨릭 30%, 스위스 개혁 26%(취리히주 복음주의 개혁 교회에서 조직). 1970년에는 취리히 주민의 2%만이 종교적 고백과 관련이 없다고 주장했다. 스위스 대형교회의 손실에 따라 2000년 무교 인구가 17%로 늘어났다. 지난 10년간 이 수치는 25% 이상으로 늘었다. 24세에서 44세 사이의 사람들의 경우 이는 3분의 1 수준이다.
취리히 주민의 5%가 이슬람교도이며, 2000년에 비해 1%가 약간 감소했다. 포히 거리에 위치한 마흐무트 모스크 취리히는 스위스에서 지어진 최초의 사원이다.
유대 민족과 종교의 인구는 1970년 이후로 약 1%로 다소 일정했다. 회당 취리히 뢰벤슈트라세는 취리히에서 가장 오래되고 가장 큰 회당이다.

### 사회
2012년 7월 취리히의 실업률은 3.2%였다. 2008년 평균 월 소득은 사회 보험 및 세금 공제 전 약 CHF 7000였다. 2010년 국가로부터 직·간접적으로 복지수당을 받은 건(월평균)은 12,994건이었다.

## 기후
취리히는 따뜻한 여름과 뚜렷한 사계절이 있는 서안 해양성 기후(쾨펜의 기후 구분 Cfb)이다. 취리히의 기후를 결정짓는 것은 종종 강수를 초래하는 서쪽 방향의 바람과 일반적으로 고기압 상황과 관련된 비제(동풍 또는 북동풍)이다. 그러나 평균보다 온도가 낮은 더 시원한 날씨 단계. 북부 고산 계곡에서 중요한 역할을 하는 푄 바람은 취리히에도 어느 정도 영향을 미친다.
취리히-플룬테른에 있는 연방 기상 기후국 측정소의 연간 평균 기온 (취리히베르크 경사면에서 해발 556m, 도심에서 150m)는 9.3°C이다. 일 최저기온의 가장 낮은 월 평균은 1월에 -2.0°C로 측정되고, 가장 높은 월별 일 최고 기온은 7월에 24.0°C로 측정된다. 평균적으로 최저기온이 0°C 미만인 날은 74.9일(소위 서리일)이고, 최고기온이 0°C 미만인 날은 23.7일이다. 아이스 데이 라고 함). 소위 여름날이 평균 30일 있다.(최대 온도가 25°C 이상)인 반면, 소위 열일 (최대 온도가 30°C 이상)은 5.8일이다.
7월 평균 최고 기온은 24.0°C이고 평균 최저 기온은 14°C이다. 취리히에서 기록된 최고 기온은 1947년 7월에 기록된 37.7°C였으며 일반적으로 가장 따뜻한 날은 평균 32.2°C에 이른다.
봄과 가을은 일반적으로 선선하거나 온난하지만, 때로는 같은 해에도 따뜻한 날과 추운 날의 차이가 크다. 2014년 3월의 가장 높은 온도는 20.6°C에 맑은 오후 동안이었고, 가장 낮은 온도는 25일 밤/이른 아침 동안 -0.4°C였다. 1864년 이후 3월 평균 일일 온도의 최저 기록은 –12°C이고, 3월의 최고 평균 일일 온도는 16°C이다. 10월의 최저 일일 평균 기온은 –16°C이며, 10월의 최고 일일 평균 기온은 20°C이다.
취리히는 연간 평균 1,544시간의 일조량을 보유하고 있으며 일년내내 잠재적인 시간의 38%를 비춘다. 4월부터 9월까지 태양은 한 달에 150~215시간 동안 비춘다. 1,134mm의 강수량은 일년내내 133.9일 동안 퍼졌다. 대략 3일에 한 번 정도는 적어도 어느 정도의 강수를 만나게 될 것이며, 이는 스위스 평균과 거의 비슷한다. 연중 따뜻한 반기, 특히 여름 3개월 동안 강우량은 겨울에 측정된 것보다 높지만, 강수량이 있는 날은 일년내내 월 평균 9.9-12.7일로 거의 동일하다. 10월은 9.9일로 일수가 가장 낮으며, 강수량이 약간 있다. 일조시간이 80% 이상인 일수인 소위 맑은 날이 평균 59.5일이었다. 1년 중 7월(7.4일)과 8월(7.7일)에 가장 많았고, 1월(2.7일)과 12월(1.8일)에 가장 적었다. 일조시간이 20% 미만인 평균 일수는 158.4일이며, 가장 흐린 날은 11월(17.8일), 12월(21.7일), 1월(19일)이다.
| 취리히의 기후                                                       | 취리히의 기후 | 취리히의 기후 | 취리히의 기후 | 취리히의 기후 | 취리히의 기후 | 취리히의 기후 | 취리히의 기후 | 취리히의 기후 | 취리히의 기후 | 취리히의 기후 | 취리히의 기후 | 취리히의 기후 | 취리히의 기후 |
| 월                                                                  | 1월           | 2월           | 3월           | 4월           | 5월           | 6월           | 7월           | 8월           | 9월           | 10월          | 11월          | 12월          | 연간          |
| ------------------------------------------------------------------- | ------------- | ------------- | ------------- | ------------- | ------------- | ------------- | ------------- | ------------- | ------------- | ------------- | ------------- | ------------- | ------------- |
| 역대 최고 기온 °C (°F)                                              | 16.9 (62.4)   | 19.3 (66.7)   | 23.2 (73.8)   | 31.3 (88.3)   | 32.4 (90.3)   | 36.4 (97.5)   | 37.7 (99.9)   | 36.2 (97.2)   | 32.5 (90.5)   | 28.7 (83.7)   | 23.8 (74.8)   | 17.0 (62.6)   | 37.7 (99.9)   |
| 일평균 최고 기온 °C (°F)                                            | 3.5 (38.3)    | 5.2 (41.4)    | 10.2 (50.4)   | 14.8 (58.6)   | 18.8 (65.8)   | 22.4 (72.3)   | 24.3 (75.7)   | 23.9 (75.0)   | 19.1 (66.4)   | 13.8 (56.8)   | 7.6 (45.7)    | 4.0 (39.2)    | 14.0 (57.2)   |
| 일일 평균 기온 °C (°F)                                              | 0.9 (33.6)    | 1.8 (35.2)    | 5.8 (42.4)    | 9.6 (49.3)    | 13.6 (56.5)   | 17.1 (62.8)   | 19.0 (66.2)   | 18.6 (65.5)   | 14.4 (57.9)   | 10.0 (50.0)   | 4.9 (40.8)    | 1.7 (35.1)    | 9.8 (49.6)    |
| 일평균 최저 기온 °C (°F)                                            | −1.4 (29.5)   | −1.2 (29.8)   | 1.9 (35.4)    | 5.1 (41.2)    | 9.0 (48.2)    | 12.6 (54.7)   | 14.4 (57.9)   | 14.3 (57.7)   | 10.7 (51.3)   | 7.1 (44.8)    | 2.5 (36.5)    | −0.5 (31.1)   | 6.2 (43.2)    |
| 역대 최저 기온 °C (°F)                                              | −20.8 (−5.4)  | −24.2 (−11.6) | −14.4 (6.1)   | −6.5 (20.3)   | −2.0 (28.4)   | 0.9 (33.6)    | 5.3 (41.5)    | 4.0 (39.2)    | −0.3 (31.5)   | −5.5 (22.1)   | −11.0 (12.2)  | −18.5 (−1.3)  | −24.2 (−11.6) |
| 평균 강수량 mm (인치)                                               | 63 (2.5)      | 60 (2.4)      | 71 (2.8)      | 80 (3.1)      | 128 (5.0)     | 128 (5.0)     | 126 (5.0)     | 119 (4.7)     | 87 (3.4)      | 85 (3.3)      | 76 (3.0)      | 83 (3.3)      | 1,108 (43.6)  |
| 평균 강설량 cm (인치)                                               | 14 (5.5)      | 18 (7.1)      | 10 (3.9)      | 2 (0.8)       | 0 (0)         | 0 (0)         | 0 (0)         | 0 (0)         | 0 (0)         | 2 (0.8)       | 7 (2.8)       | 19 (7.5)      | 72 (28)       |
| 평균 강수일수 (≥ 1.0 mm)                                            | 10.1          | 9.0           | 10.5          | 10.8          | 12.4          | 12.1          | 12.2          | 11.8          | 9.9           | 10.1          | 10.0          | 11.5          | 130.4         |
| 평균 강설일수 (≥ 1.0 cm)                                            | 4.1           | 4.8           | 2.3           | 0.5           | 0.0           | 0.0           | 0.0           | 0.0           | 0.0           | 0.1           | 1.4           | 4.4           | 17.6          |
| 평균 상대 습도 (%)                                                  | 83            | 77            | 71            | 67            | 71            | 71            | 71            | 74            | 79            | 84            | 85            | 85            | 76            |
| 평균 월간 일조시간                                                  | 60            | 89            | 144           | 177           | 192           | 207           | 229           | 216           | 164           | 109           | 61            | 47            | 1,694         |
| 가능 일조율                                                         | 24            | 34            | 42            | 47            | 45            | 48            | 53            | 53            | 48            | 35            | 24            | 20            | 42            |
| 출처: 스위스 연방 기상청 (평년값: 1991년~2020년, 극값: 1901년~현재) |               |               |               |               |               |               |               |               |               |               |               |               |               |

### 기후 보호
2008년 11월 취리히 시민들은 공개 국민 투표에서 2050년까지 1인당 연간 CO2 1톤을 정량화할 수 있고 고정된 기한을 법으로 제정하기로 결정했다. 이것은 비용이 모든 차원에서 더 높더라도 이 목표를 지원하기 위해 경영진의 모든 결정을 강요한다. 일부 예로는 트리믈리의 공공 도시 병원의 새로운 소독 구역(Minergie-P 품질 – 패시브 하우스), 대중교통의 지속적인 최적화 및 조성, 자전거 전용 네트워크의 확대, 재생 에너지 연구 및 프로젝트, 고속 도로 폐쇄 등이 있다.

### 도시 지역
리마트강 주변 지역은 주거, 산업 및 상업 지역으로 거의 완전히 개발되었다. 취리히, 바이드베르크, 취리히베르크가 내려다보이는 언덕의 햇볕이 잘 드는 바람직한 주거 지역과 위틀리베르크 계곡 서쪽 경사면의 바닥 부분도 조밀하게 지어졌다.
도시의 “녹색 허파”에는 아들리스베르크, 취리히베르크, 케퍼베르크, 횡거베르크 및 위틀리베르크의 광대한 산림 지역이 포함된다. 주요 공원은 또한 호숫가(취리히호른과 엥게)를 따라 위치하며, 작은 공원은 도시 곳곳에 있다. 더 큰 인접 농경지는 아폴터른과 제바흐 근처에 있다. 취리히시의 전체 면적(1996년, 호수 제외) 중 주거, 산업 및 상업이 45.4%, 교통 기반 시설이 15.5%, 산림이 26.5%, 농업이 11%, 물이 1.2%이다.

## 경제
CityMayors.com의 2009년 조사에서 취리히는 “세계에서 가장 영향력 있는 10대 도시” 중 9위를 차지했다. 2017년 글로벌 금융 센터 지수에서 취리히는 세계에서 11번째로 경쟁력 있는 금융 센터를 보유하고 있으며, 유럽에서 런던에 이어 두 번째로 경쟁력 있는 금융 센터로 선정되었다. 취리히 광역권 지역은 스위스의 경제 중심지이자 많은 국제 기업의 본거지이다. 취리히 경제에서 단연코 가장 중요한 부문은 거의 5분의 4의 근로자를 고용하고 있는 서비스 산업이다. 기타 중요한 산업으로는 경공업, 기계 및 섬유 산업, 관광업이 있다. 스위스 증권거래소는 취리히에 1877년에 설립되었으며, 현재 세계에서 네 번째로 유명한 증권 거래소이다. 또한 취리히는 세계 최대의 금 거래 센터이기도 하다.

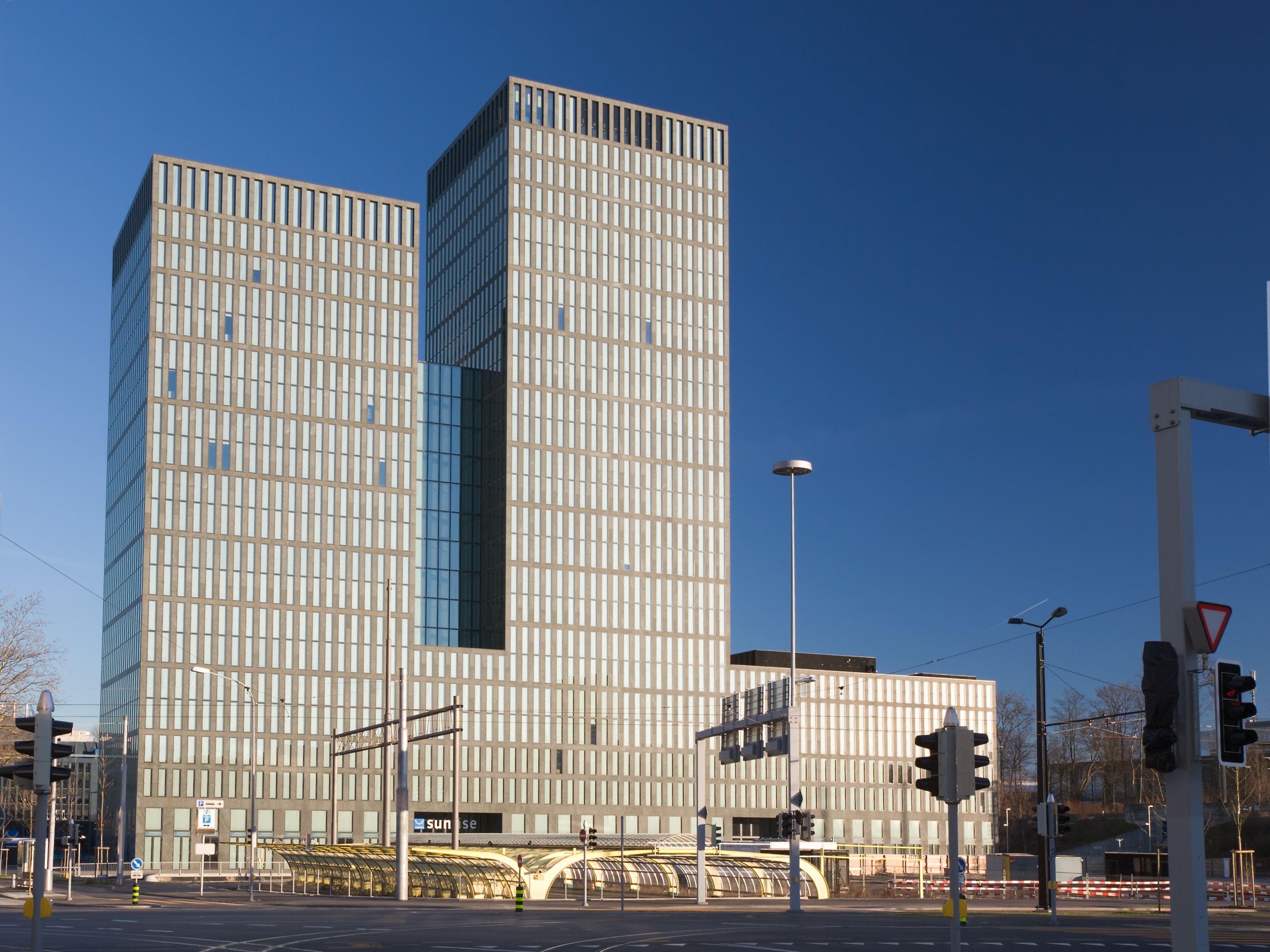
88m 선 라이즈 타워, 최근 20년간 가장 높은 건물이다

국가의 50대 기업 중 10곳이 취리히에 본사를 두고 있으며, 그중 ABB, UBS, 크레딧 스위스, 스위스 Re 및 취리히 파이넨셜 서비스가 있다. 대부분의 스위스 은행은 취리히에 본사가 있으며, 그레이터 취리히 지역에는 수많은 외국 은행이 있다. ‘취리히의 노움’은 비밀과 투기 거래로 인해 스위스 은행가를 지칭하는 구어체 용어이다.

### 경제력에 기여한 요인
높은 삶의 질은 취리히 경제 성장의 이유로 인용되었다. 컨설팅 회사 머서(Mercer)는 수년 동안 취리히를 세계에서 삶의 질이 가장 높은 도시로 선정했다. 특히 취리히는 직업, 주거, 여가, 교육, 안전 부문에서 높은 점수를 받았다. 지역 계획 당국은 도시와 레크리에이션 지역을 명확히 구분하고 보호된 자연 보호 구역이 많이 있다. 취리히도 홍콩과 도쿄에 이어 싱가포르를 앞서는 세계에서 세 번째로 물가가 비싼 도시였다.
취리히는 일반적으로 스위스의 전형이며, 모든 수준에서 숙련된 노동력을 제공하는 높은 수준의 교육 투자로부터 혜택을 받는다. 이 도시에는 두 개의 주요 대학이 있어 졸업생과 첨단 기술 연구에 접근할 수 있다. 전문 교육에는 실제 업무 경험과 학업이 혼합되어 있으며, 일반적으로 우수한 수준의 일반 교육과 언어 능력을 얻는 데 중점을 둔다. 결과적으로 이 도시는 많은 다국어를 구사하는 사람들의 고향이며, 직원들은 일반적으로 높은 수준의 동기 부여와 낮은 결근 수준을 보여준다. 고용법은 독일이나 프랑스와 같이 덜 제한적이다. 기술의 새로운 시작, 핀테크와 메드테크의 다른 사람들은 좋은 씨드 자금과 스타터 자금을 확보한다.

### 스위스 증권 거래소
스위스 증권 거래소는 이전에 SWX로 알려진 SIX 스위스 거래소라고 한다. SIX 스위스 증권거래소는 Eurex, Eurex US, EXFEED, STOXX 및 virt-x와 같은 전 세계적으로 운영되는 여러 금융 시스템의 헤드 그룹이다. SWX에서 생성된 거래 회전율은 2007년에 1,780,499.5백만 CHF였다. 같은 기간에 발생한 거래 건수는 35,339,296건이고 스위스 성과 지수(SPI)는 시가총액 1,359,976.2백만 CHF에 도달했다.

## 교육

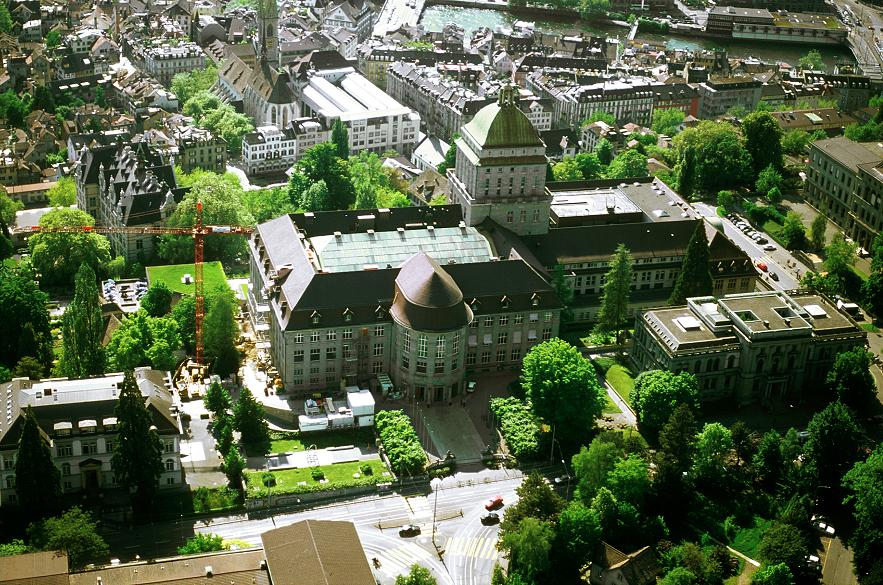
취리히 대학교 본관 건물

2019년에는 약 70,000명이 취리히에 있는 20개 대학, 단과대학 및 고등교육 기관에서 공부한다. 스위스에서 가장 저명한 두 대학이 취리히에 위치하고 있다. 취리히 연방 공과대학교(ETH Zürich)와 취리히 대학교는 취리히주의 지휘 하에 있다. 두 대학 모두 2007년 세계 대학 순위 상위 50위 안에 들었으며, ETH는 2016년 이후 지속적으로 세계 상위 10위 대학에 이름을 올렸다.
ETH는 1854년 스위스 연방에 의해 설립되었으며 1855년 폴리테크닉 연구소로 문을 열었다. ETH는 특히 화학, 수학과 물리학 분야에서 명성을 얻었으며 이 기관과 관련된 21명의 노벨상 수상자가 있다. ETH는 일반적으로 유럽 대륙 최고의 대학으로 선정된다. 본교는 도심에 위치한 본관과 외곽에 신설된 캠퍼스의 2개 캠퍼스로 구성되어 있다.
취리히 대학교는 1833년에 설립되었지만, 스위스 개혁가 울리히 츠빙글리가 신학 대학을 설립한 1525년으로 거슬러 올라간다. 현재 매년 24,000명의 학생과 1,900명의 졸업생이 있는 취리히 대학은 스위스에서 가장 큰 대학이며 스위스 고등 교육 기관에서 가장 광범위한 과목과 과정을 제공한다.
교육 대학, 취리히 응용과학 대학(ZHAW) 및 취리히 예술 대학 (ZHdK)은 응용 연구 및 개발을 제공함으로써 지식 및 연구 기둥으로서의 취리히의 명성에 기여하는 또 다른 3개의 최고 수준의 기술 대학이다. 취리히는 또한 유럽 혁신 기술 연구소(European Institute of Innovation and Technology)의 지식 및 혁신 커뮤니티(기후 변화 완화 및 적응)의 공동 위치 센터 중 하나이다.

### 취리히 주 규모별 주립대학교
| 기관                          | 총학생수 |
| ----------------------------- | -------- |
| 취리히 대학교 – UZH           | 25,618   |
| ETH 취리히                    | 20,607   |
| 취리히 응용과학 대학교 – ZHAW | 15,334   |

## 교통

### 대중교통

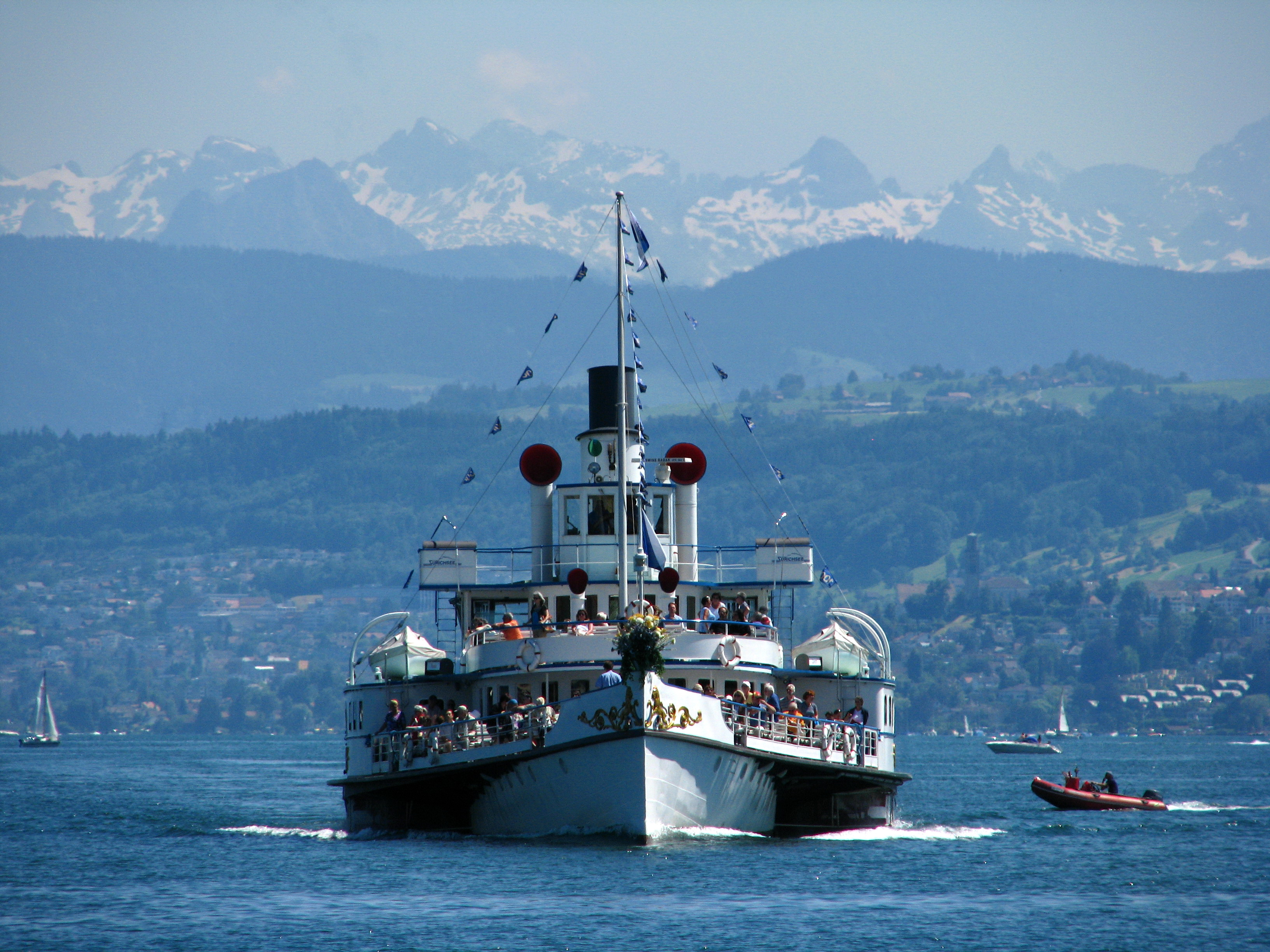
취리히호의 기선

대중 교통은 취리히에서 매우 인기가 있으며 주민들은 대중교통을 많이 이용한다. 도시를 방문하는 방문객의 약 70%가 트램이나 버스를 이용하며, 도시 내 이동의 약 절반은 대중교통을 이용한다. ZVV 대중교통 네트워크에는 네트워크 경계 내에서 정차하는 모든 기차, 특히 S-반 (로컬 열차), 취리히 트램, 버스(디젤 및 전기, 트롤리 버스라고도 함) 및 호수와 강에서 보트가 있다. 또한 대중교통 네트워크에는 강삭철도와 케이블카인 루프트자일반 아들리스빌-펠젠엑(LAF)도 포함된다. 아들리스빌과 펠젠엑 사이. 여행을 위해 구입한 티켓은 모든 대중교통 수단(기차, 트램, 버스, 보트)에서 유효하다. 취리히제- 해운회사(일반적으로 ZSG로 약칭)는 리마트강와 취리히 호수에서 여객선을 운영하여 취리히와 라퍼스빌 사이의 주변 마을을 연결한다.

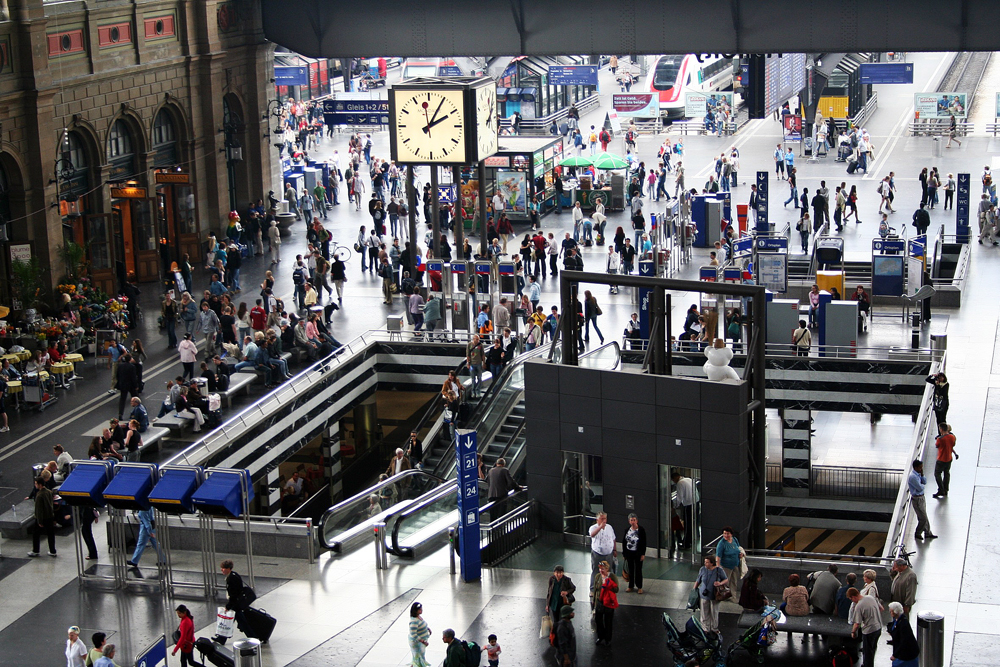
붐비는 중앙역 본관홀

취리히는 철도, 도로 및 항공 교통의 혼합 허브이다. 취리히 중앙역은 스위스에서 가장 크고 가장 분주한 역이며 유럽의 중요한 철도 허브이다. 2020년 초 현재 취리히 HB는 매일 약 470,000명의 승객과 거의 3,000대의 열차에 서비스를 제공한다. 취리히시 경계 내에 있는 16개의 기차역(및 10개의 추가 기차역) 중 5개의 다른 주요 여객 기차역이 있다. 그중 3개는 스위스에서 가장 자주 방문하는 10개의 기차역에 속한다: 슈타델호펜, 욀리콘, 알트슈테텐, 하르트브뤼케, 및 엥게. 철도 네트워크는 주로 스위스 연방 철도이지만, 취리히는 또한 인접 국가의 주요 유로시티 열차가 운행되며 프랑스/스위스(TGV 리리아) 및 독일(ICE) 고속열차와 레일젯 오스트리아 열차 모두의 목적지이다.

### 취리히 공항
취리히 공항은 도시에서 북동쪽으로 10km도 채 되지 않는 곳에 위치해 있다. 취리히 공항에는 지하에 위치한 자체 기차역이 있다. 취리히와 대부분의 주요 스위스 도시와 직접 연결되어 있다. 취리히 공항에는 전 세계에서 온 60개 이상의 여객 항공사가 있다. 또한 1개의 화물 항공사가 운항하며, 스위스 국제 항공의 허브이다. 뒤벤도르프에도 비행장이 있다.

### 도로 교통
A1, A3, A4 고속도로가 취리히 인근을 지나간다. A1은 서쪽으로 베른과 제네바로 향하고, 동쪽으로 장크트갈렌으로 향한다. A4는 북쪽으로 샤프하우젠으로, 남쪽으로 알트도르프로 연결되어 A2에서 키아소로 연결된다. A3는 북서쪽으로 바젤로 향하고 남동쪽으로 취리히 호수와 발렌 호수를 따라 자르간스로 향한다.

### 자전거
2012년에 시의회는 자전거 교통에 대한 도시의 매력도를 향상시키기 위한 프로그램을 시작했다. 소위 “마스터플랜 벨로(Velo)”는 다양한 운송 수단의 미래를 형성하는 상위 프레임워크인 도시 교통 2025의 일부이다. 연구에 따르면 기반 시설과 사회적 환경은 자전거 교통에 대한 도시의 매력을 향상시키는 데 필수적인 요소이다. 세 가지 주요 목표가 명시되어 있다. 첫째, 2015년까지 자전거 교통의 모드 몫을 2011년의 두 배까지 향상시켜야 한다. 둘째, 자전거 이용자의 안전을 개선하여 전반적인 사고 위험을 낮추어야 한다. 셋째, 자전거는 어린이와 청소년에 특히 중점을 둔 일상적인 교통수단으로 확립되어야 한다.
인프라 측면에서 시는 이러한 목표를 달성하기 위해 독특한 자전거 경로 네트워크를 구축하는 것을 목표로 한다. 마지막 단계에서 네트워크는 일상적인 사용을 위한 주요 경로(Hauptrouten)와 편안한 경로(Komfortrouten)로 구성되며 후자는 레저 사이클링에 중점을 둔다. 자전거 관련 서비스를 제공하는 특별한 Velostationen과 같은 추가 조치는 품질을 더욱 향상시키는 데 도움이 될 것으로 예상된다. 시스템의 주요 프로젝트 중 하나는 통근자들이 하루 종일 자전거를 두고 갈 수 있는 직원이 있는 가능성과 주요 연결을 결합할 계획인 주요 기차역의 선로 아래에 있는 터널이다. 인프라 조치 외에도 커뮤니케이션, 교육 및 행정 분야에서 추가 접근이 계획되어 있다.
그러나 이러한 노력은 주로 연기로 인해 비판을 유발한다. 당초 2016년으로 예정됐던 주철역 자전거 터널 건설은 현재(2016) 적어도 2019년으로 연기됐다. 전국적인 이익단체인 프로 벨로(Pro Velo)는 이미 마스터플랜이 실패했는지에 대해 공개적으로 의문을 제기했다. 비판은 건설 현장에서 잘못 통제된 교통 관리, 도시에 자전거를 주차할 가능성을 놓치는 것, 그리고 다소 소심한 야망을 목표로 한다. 이에 대한 응답으로 담당 시 부서는 매년 이루어진 대규모 투자를 지적하고, 마침내 더 나은 결과로 이어질 진행 중인 논의를 언급한다.

## 스포츠

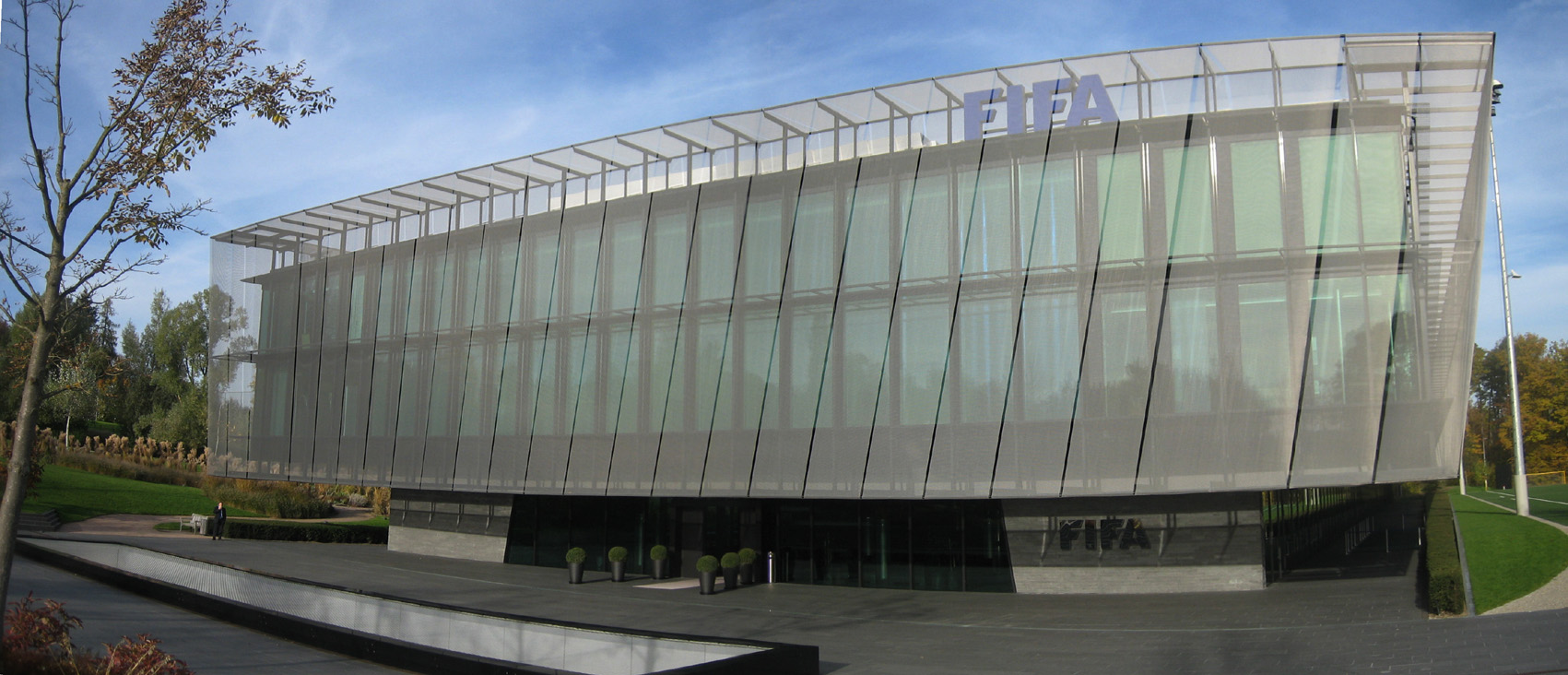
FIFA 본부

취리히에는 여러 국제 스포츠 연맹이 있다. 국제축구연맹(FIFA)은 이 도시에 본부를 두고 있다. 2007년 건축가 틸라 테우스가 설계한 새로운 FIFA 본부 건물이 개장했다.
협회 축구는 취리히에서 스포츠의 필수적인 측면이다. 이 도시에는 두 개의 주요 스위스 축구 팀이 있다. 1886년에 설립된 그래스호퍼 클럽 취리히와 1896년에 설립된 FC 취리하는 모두 스위스 최고의 리그에서 경쟁하고 있다.
스위스에서 가장 인기 있는 스포츠는 아이스하키이다. 취리히에서는 ZSC 라이온스로 대표된다. 전 세계 아이스하키 리그를 총괄하는 국제 아이스하키 연맹(IIHF)도 취리히에 기반을 두고 있다.
사이클링은 취리히에서 대중적인 스포츠이자 교통 수단이다. 자전거 도로는 일반적으로 빨간색과 흰색 표지판으로 표시되며 노란색 차선은 자전거 이용자 전용이다. 또한 등산로에는 노란색 표지판이 잘 표시되어 있어 등산객이 목적지에 도달하는 데 걸리는 시간을 알 수 있다. 스위스 전역의 하이킹 및 산책로에 사용할 수 있는 특정 지도가 있다. 취리히 지역에서 가장 접근하기 쉬운 산책로는 위틀리베르크와 취리히베르크이다. 욀리콘 벨로드롬(Oerlikon Velodrome)으로 알려진 오펜 렌반(Offene Rennbahn)은 여름의 화요일 저녁에 특별히 방문할 가치가 있다. 사이클리스트에게는 매디슨(Madison) 또는 케이린(Keirin) 이벤트를 포함한 다양한 레이스에서 다른 아마추어에게 도전하는 타임 트라이얼 챔피언이나 지역 스위스 국가 사이클리스트를 볼 수 있는 기회가 있다.
취리히 광역 지역에는 최대 30개의 클럽과 7개의 실내 컬링 시설이 있다. 컬링 시즌은 9월 초에 시작하여 4월 말까지 계속된다.

### 이벤트

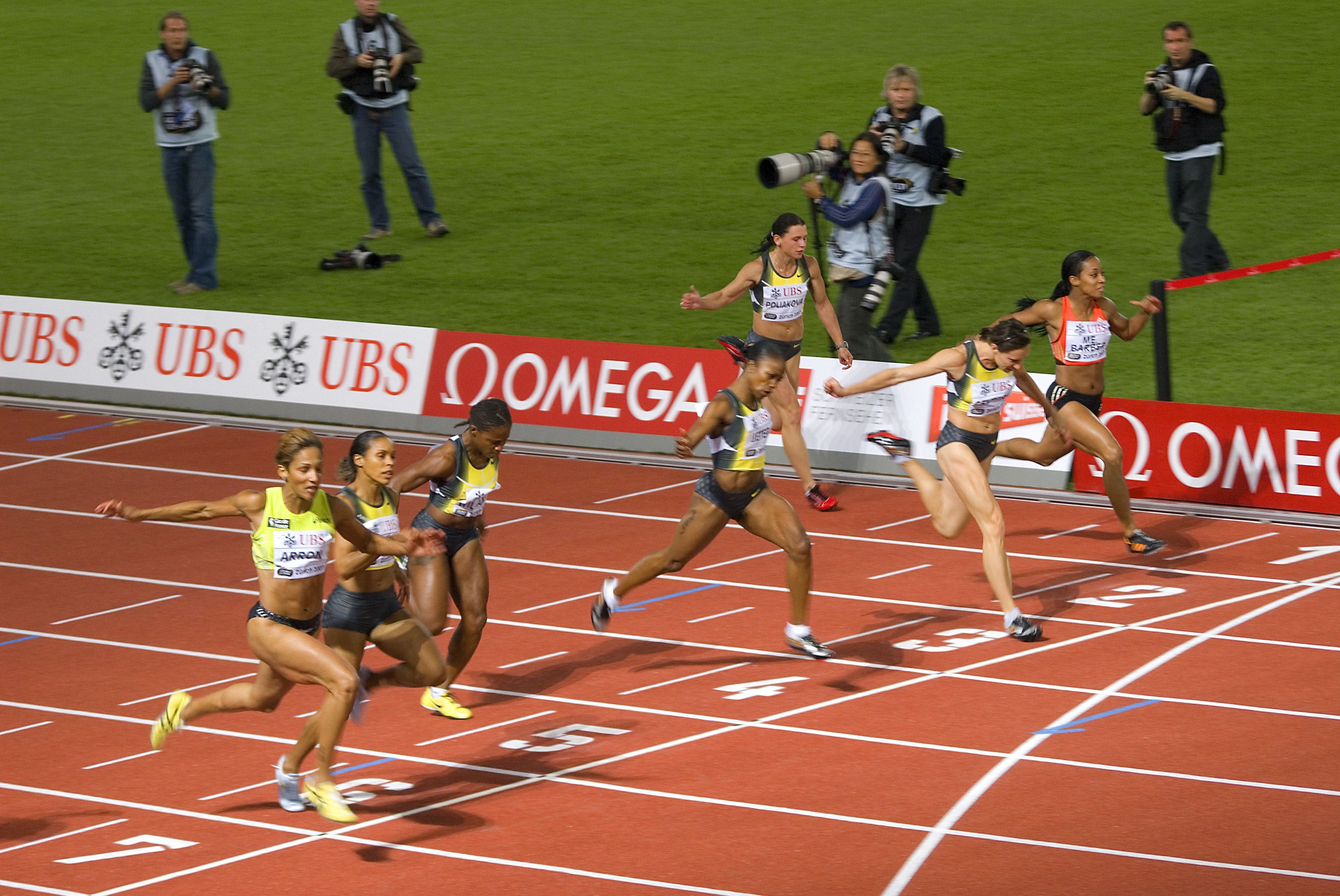
2007 취리히 벨트클라세

벨트클라세 취리히, 때로는 원데이 올림픽은 레치그룬트 스타디움에서 매년 열리는 1일 육상 경기이다. 1928년 8월 12일에 시작된 이후로 스포츠 경기는 새로운 세계 기록과 국가 기록을 목격했다. 지금까지 벨트클라세에서는 24개의 세계 기록이 세워졌다.
취리히 마라톤은 세계 각지에서 온 수많은 선수들을 초청하는 인기 있는 스포츠 이벤트이다. 취리히 마라톤은 한 번에 42.195km를 달리는 장거리 달리기 대회이다. 달리기 코스는 취리히에서 시작하여 Bahnhofstrasse, Bellevueplatz, Mythenquai, Quaibrücke, Talstrasse 및 Utoquai를 거쳐 취리히 호수를 따라 다른 여러 곳으로 이어진다. 새해 전야 달리기는 또 다른 중요한 달리기 행사이다. 레이스는 매년 1월 1일에 열리며 정확히 자정에 시작된다.
취리히는 1954년 FIFA 월드컵의 6개 경기장 중 하나였으며 UEFA 유로 2008의 8개 경기장 중 하나였다. 유로 2008 게임은 레치그룬트 스타디움에서 열렸다. 새로운 레치그룬트에 대한 작업은 매우 빠른 시간 안에 완료되었으며 경기장은 구 경기장이 철거된 지 불과 1년 후인 2007년 8월에 문을 열었다.
취리히는 욀리콘 벨로드로메에서 UCI 트랙 사이클링 세계 선수권 대회를 6회 개최했다. 첫 번째는 1929년이었고 마지막은 1983년이었다.
2013년부터 취리히 국제 야외 문학 축제는 취리히에서 매년 리터라투어하우스 취리히와 카우플로이텐이 주최한다.
취리히는 또한 1998년 세계 아이스 하키 선수권 대회를 개최했다. 이 도시는 이전에 1953년과 1939년 판을 공동 주최했다.
취리히는 2012년 남자 세계 플로어볼 선수권 대회의 개최지이기도 하다. 이 행사가 취리히에서 열린 것은 이번이 처음이었다.

## 자매 도시
- 중국 쿤밍
- 미국 샌프란시스코.[55]

## 같이 보기
- 스위스
- 베른